# Melinohippus boranae
Melinohippus boranae är en insektsart som beskrevs av Nicholas David Jago 1996. Melinohippus boranae ingår i släktet Melinohippus och familjen gräshoppor.

## Underarter
Arten delas in i följande underarter:
- M. b. boranae
- M. b. occidentalis